# Газовое месторождение Саман-Депе
Саман-Депе — крупное месторождение природного газа в Лебапском велаяте Туркменистана. Месторождение принадлежит контрактной территории Багтыярлык — группе из нескольких месторождений на правом берегу реки Амударьи, максимальная добыча которой оценивается в 25-30 миллиардов кубометров в год. Пик производства ожидается в 2015—2020 годах. По предварительным оценкам, в 2010 году на месторождениях будет добыто около 12 миллиардов кубометров.
Саман-Депе наряду с Алтын Асыром считаются крупнейшими месторождениями в этом районе. Контрактная площадь Багтыярлыка оценивается в 1,7 триллионов кубических метров, однако точные данные еще предстоит подтвердить. Всего на правом берегу Амударьи 17 газовых и газоконденсатных месторождений:
- Саман-Депе, Фарап;
- Метеджан, Киштиван, Сандикты,
- Акгумалам, Тангигуйи, Илджик, Янгуйи, Чашгуйи, Гирсан, Бешир, Бота, Узынгыи, Берекетли, Пирджи

До сих пор Саман-Депе является крупнейшим из 17 месторождений с запасами, размер которых оценивается в 80 миллиардов кубических метров. Первая скважина № 53/1 на глубине 2533 метров была пробурена субподрядчиком Sichuan Petroleum. CNPC также будет ремонтировать почти 50 скважин, созданных туркменскими специалистами в 1980-х годах. В декабре 2009 года президенты Туркменистана, Китая, Узбекистана и Казахстана открыли газопровод Туркменистан — Китай и газоперерабатывающий завод в Саман-Депе. Завод был построен для переработки, очистки и годового производства в 5 миллиардов кубических метров газа. Кроме того, завод будет производить около 180 000 тонн стабильного конденсата при полной мощности. Строительство объекта выполняли подрядчики Sofregaz и Technip. Туркменистан планирует строительство второго завода по переработке, обрабатывающего 8 миллиардов кубических метров газа в год.